# Albrecht 3. af Sachsen
Albrecht 3. af Sachsen (født 17. juli 1443, død 12. september 1500) var en tysk fyrste fra Huset Wettin, der var hertug af Sachsen og markgreve af Meissen fra 1464 til 1500. Han grundlagde den albertinske linje af Huset Wettin, der regerede i Kurfyrstendømmet Sachsen fra 1547 og siden i Kongeriget Sachsen frem til 1918.